# بيني غوردون (مغني)
بيني غوردون (بالإنجليزية: Benny Gordon)‏ هو مغني أمريكي، ولد في 1932، وتوفي في 24 ديسمبر 2008.

## وصلات خارجية
- بيني غوردون على موقع ميوزك برينز (الإنجليزية)
- بيني غوردون على موقع ديسكوغز (الإنجليزية)